# فوج (إقليم فرنسي)

تعليق

فوج (بالفرنسية: Vosges)‏: هو إقليم فرنسي تابع لمنطقة اللورين . عدد سكانه 360,673 نسمة وفق تعداد عام 2021. الكثافة السكانية في الإقليم 61.4 نسمة لكل كيلومتر مربع. و قد أخذ اسمه من هضاب فوج.
- إبينال

## التاريخ

### حرب المائة عام
انظر إلى جان دارك.

### الثورة الفرنسية
إقليم فوج هو واحد من الأقاليم الفرنسية الثلاثة والثمانون اللائي خلقن بُعيد الثورة الفرنسية في التاسع من فبراير عام 1790.

## معرض صور

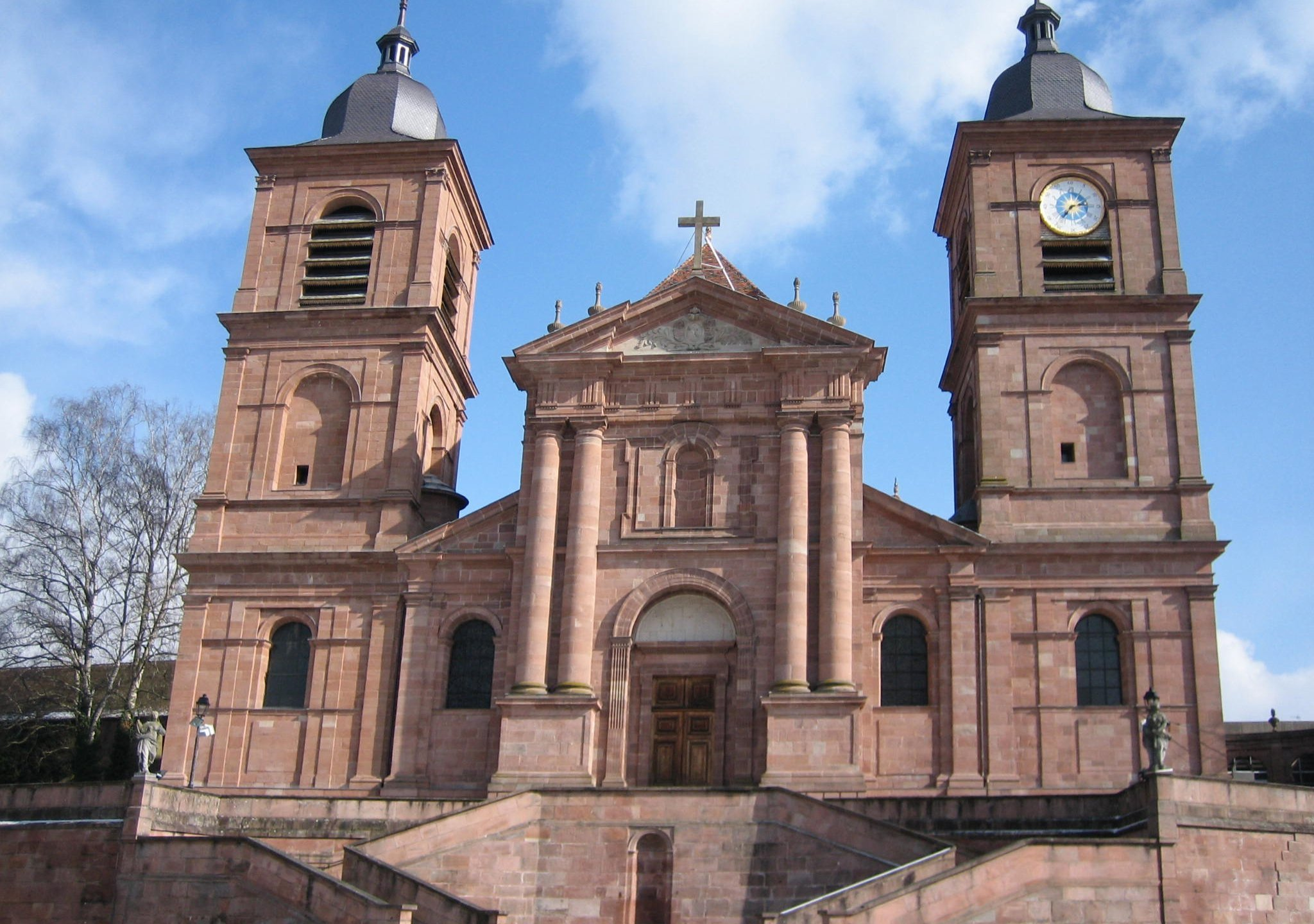
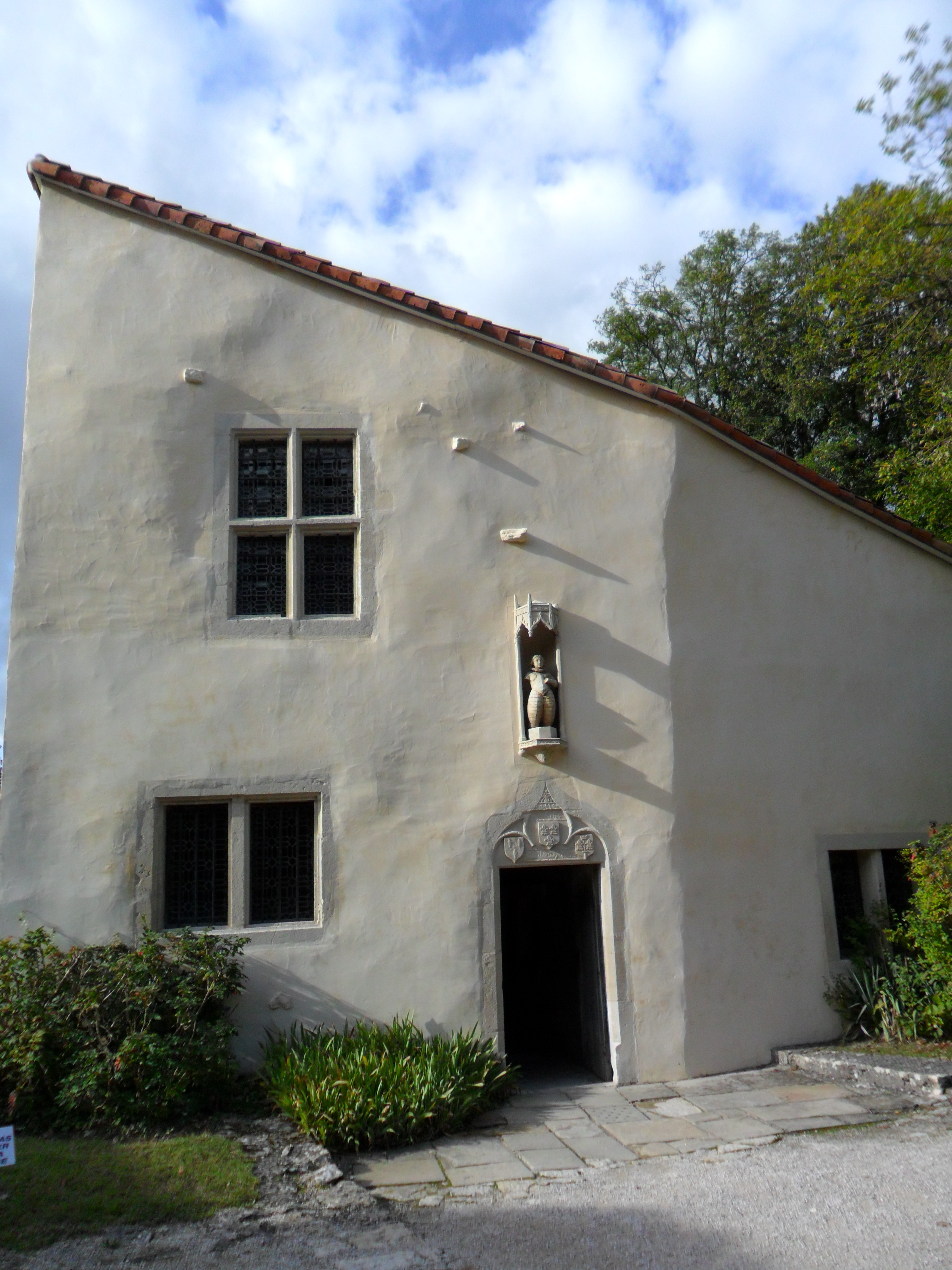
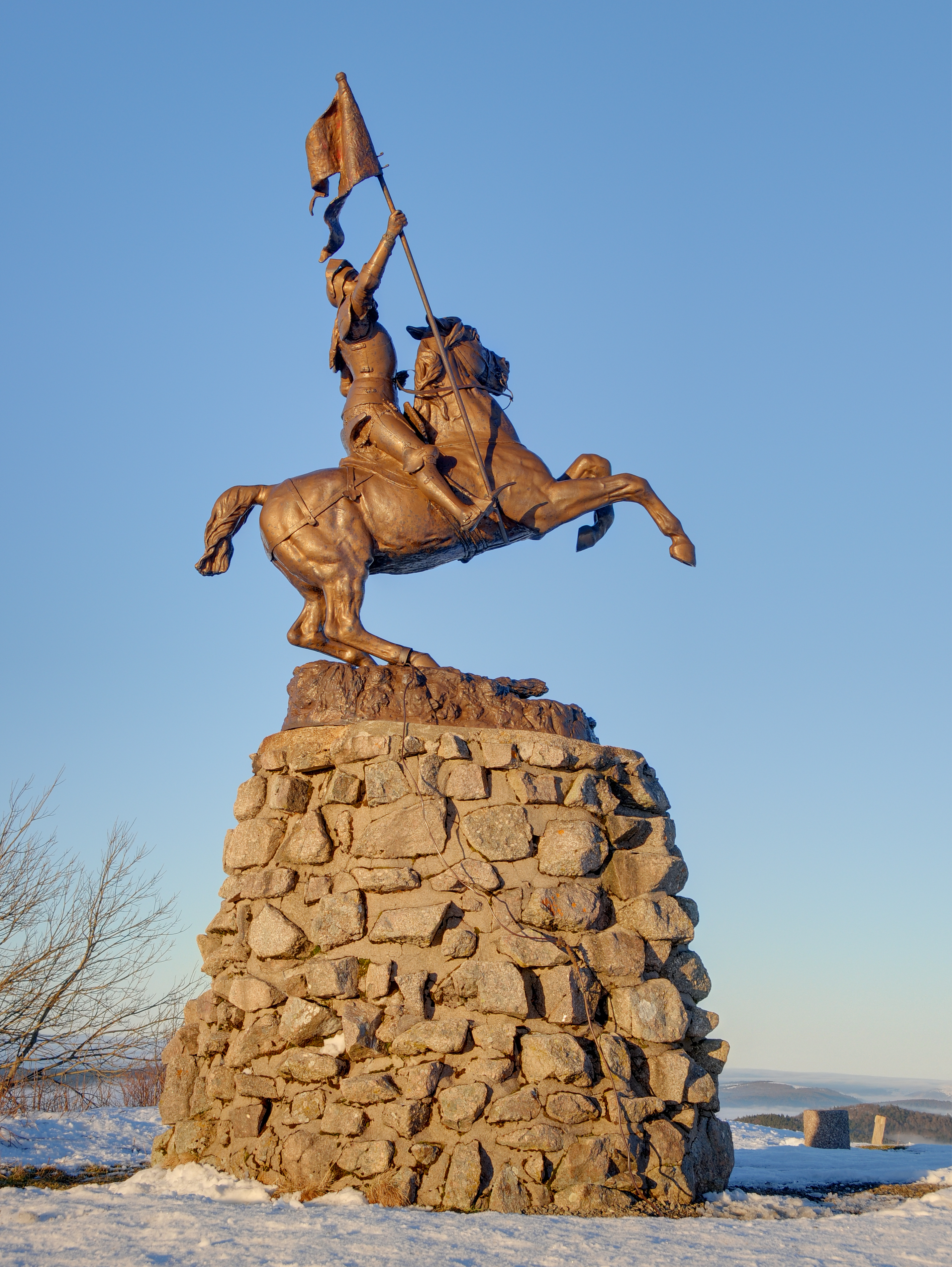
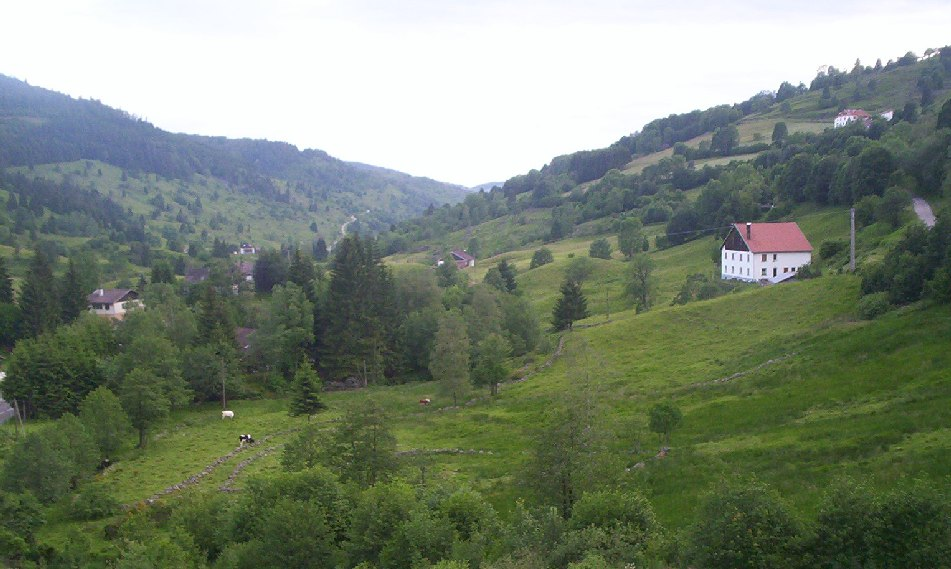
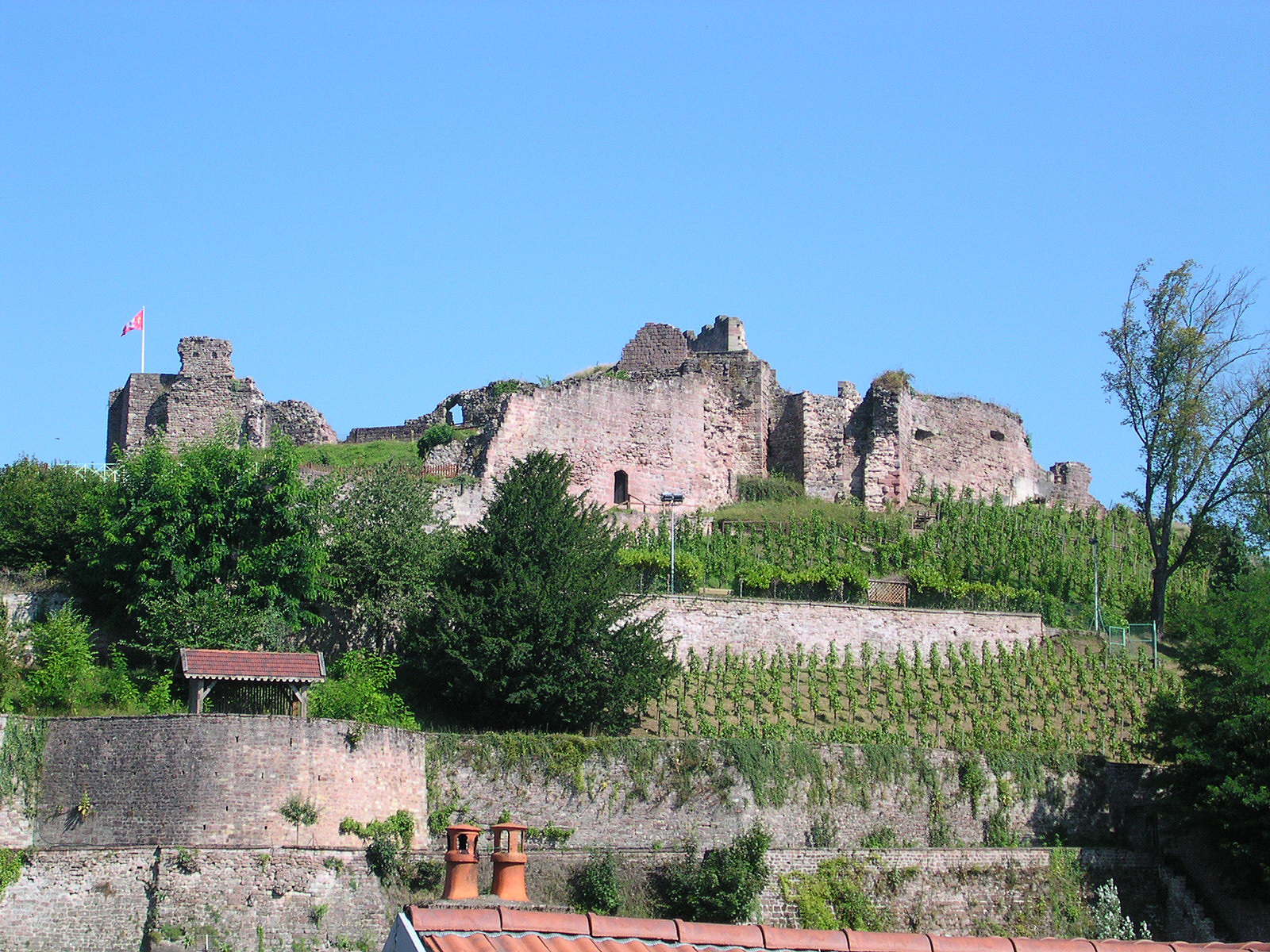

## أعلام
- هنري توماس
- لوسيان نيكولا
- هنري جولي
- باول هنري ليكومت
- ابراهام بلوخ